# 曼西奧利馬
07°36′50″S 72°53′45″W / 7.61389°S 72.89583°W

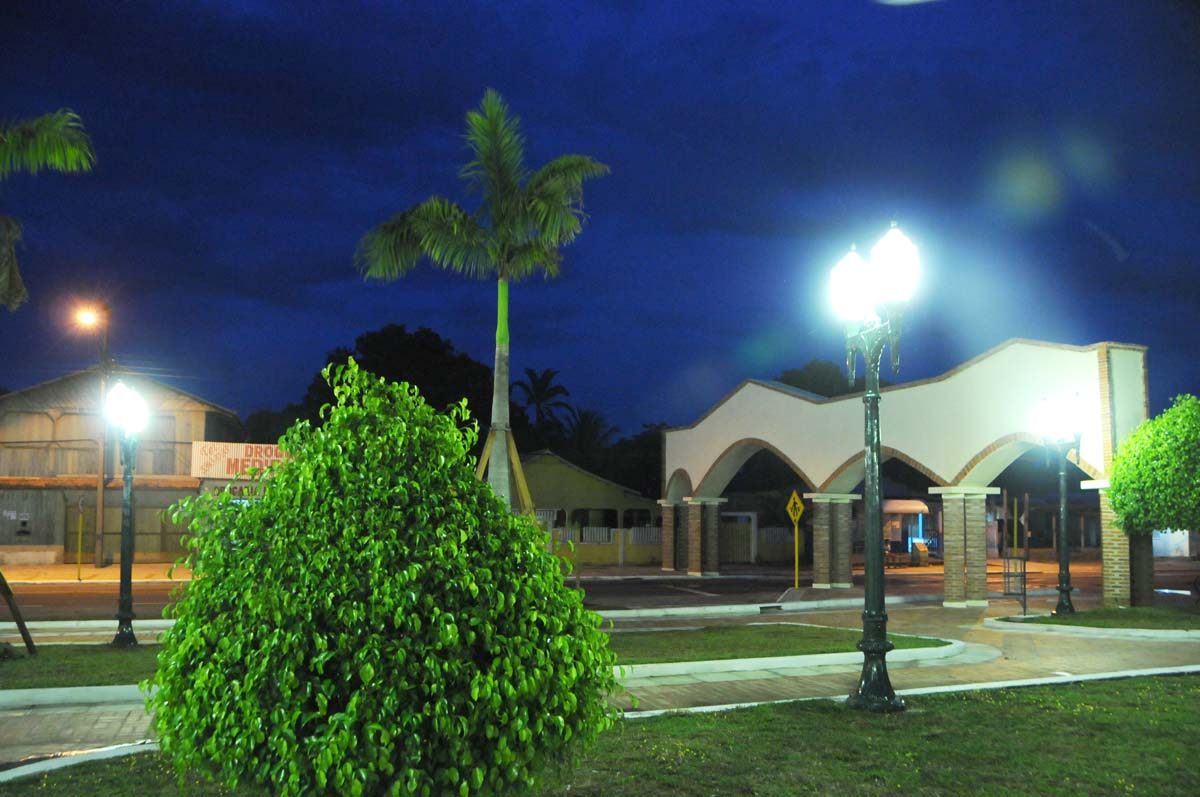
曼西奧利馬

曼西奧利馬（葡萄牙語：Mâncio Lima），是巴西的城鎮，位於該國西北部，由阿克里州負責管轄，始建於1977年5月30日，面積4,672平方公里，海拔高度195米，2014年人口16,795，人口密度每平方公里3.59人。